# Högskolan i Halmstad
Högskolan i Halmstad (pol. Wyższa Szkoła w Halmstad) – państwowa szkoła wyższa w Halmstad w Szwecji. Uczelnia założona w 1983 roku, charakteryzuje się innowacyjnością. 
Högskolan i Halmstad prowadzi edukację i badania w szerokim zakresie, ale wyróżniają się trzy obszary profilowe: 
- innowacje,
- technologia informatyczna,
- zdrowie i styl życia.

W 2017 roku uczelnia liczyła około 10,6 tys. studentów (w tym 5,1 tys. studiów dziennych), 55 profesorów i oferował 50 programów, i ponad 130 kursów z kilku przedmiotów.

## Nanotechnologia
Na początku 2019 roku uczelnia dostała dofinansowanie Szwedzkiej Rady ds. Badań Naukowych na nowy projekt badawczy w dziedzinie nanotechnologii, w celu stworzenia nowych typów komponentów optycznych dla przemysłu elektronicznego. 

## Wydziały
- Szkoła Biznesu, Inżynierii i Nauki (School of Business, Engineering and Science)
- Szkoła Edukacji, Nauk Humanistycznych i Społecznych (School of Education, Humanities and Social Sciences)
- Szkoła Zdrowia i Opieki Społecznej (School of Health and Welfare)
- Szkoła Technologii Informatycznych (School of Information Technology)